# Arvid Noe
Arne Vidar Røed, i medicinsk litteratur mest känd som Arvid Darre Noe, född 23 juli 1946, död 24 april 1976, var en norsk sjöman och lastbilsförare. Han är ett av de första bekräftade hiv/aids-fallen i världen, och det första i Europa. Sjukdomen identifierades dock inte förrän flera år efter hans död. Viruset spreds även till hans hustru och hans yngsta dotter som båda dog. Detta var det första dokumenterade kluster av aidsfall före aidsepidemin i början av 1980-talet. 
I aidslitteratur kallades Noe ursprungligen bara för "den norska sjömannen", och senare under anagrammet Arvid Noe. Arvid Noes riktiga namn samt datum och platser i hans liv hade ändrats för att hemlighålla hans verkliga identitet (så även hans hustrus och dotters). Det var först år 2011 som den amerikanske genealogen David Daniel avkodade namnet "Arvid Darre Noe" till att vara ett anagram av "Arne Vidar Røed".[källa behövs]

## Sjukdom och död
Røed inledde sin karriär som sjöman 1961 då han var 15 år gammal. Journalisten Edward Hooper fastställde att Røed besökte Afrika två gånger som sjöman. Första gången var från sommaren 1961 till sommaren 1962 då Røed arbetade på handelsfartyget Hoegh Aronde som seglade mellan Afrikas västkust och hamnstaden Douala i Kamerun. Røed behandlades för gonorré under denna resa. Han återvände till Afrika 1965 och kom till hamnstaden Mombasa i Kenya i östra Afrika.
Omkring 1968 slutade Røed som sjöman och började istället att köra lastbil genom Europa, mestadels i Västtyskland. I början av 1966 (samma år som Robert Rayford, som var det första bekräftade aidsfallet i Nordamerika, började visa symptom), led Røed av ledvärk, lymfödem och lunginfektioner. Hans tillstånd stabiliserades under behandling, men 1975 började symptomen att förvärras. Han fick problem med rörelseförmågan och drabbades av demens, innan han dog den 24 april 1976. Hans hustru blev sjuk med liknande symptom och dog i december samma år. Deras två äldre barn smittades aldrig vid födseln, men deras yngsta dotter dog den 4 januari 1975, sju år gammal, och blev därmed den första personen utanför USA och Afrika som dokumenterats ha dött i aids. Røed, hans hustru och deras yngsta dotter ligger begravda i Borre i Vestfold i Norge.

## Senare utredningar
Ungefär ett decennium efter Røeds död gjorde doktor Stig Sophus Frøland vid Rikshospitalet i Oslo tester av Røeds, hustruns och dotterns blod. Testerna visade att alla tre hade varit HIV-positiva.
Forskning, som gjorts efter Røeds död, tyder på att han smittades av HIV i Kamerun 1961 eller 1962, där man vet att han hade varit sexuellt aktiv med flera afrikanska kvinnor, inklusive prostituerade. Røed infekterades med HIV-1 grupp O som man vet var utbredd i Kamerun i början av 1960-talet.
Under sin tid som lastbilsförare 1968 till 1972 hade Røed sexuell kontakt med många prostituerade kvinnor, och förde troligtvis HIV-smittan vidare till flera av dessa kvinnor, som i sin tur troligtvis smittade andra.